# Italienska Derbyt
Italienska Derbyt (it: Derby italiano di trotto) är en årlig travtävling på Ippodromo Capannelle i Rom i Italien. Treåringa italienskfödda varmblodiga travhästar kan delta. Finalen går av stapeln i oktober varje år och körs över 2100 meter med autostart. Förstapris är ca 350 000 euro. Det är Italiens motsvarighet till Svenskt Travderby. Det är ett Grupp 1-lopp, det vill säga ett lopp av högsta internationella klass.
Samma dag körs även motsvarigheten för ston det så kallade Italienska Derbystoet (it: Premio Oaks del trotto).

## Vinnare
| År   | Häst             | Kusk                        | Tränare                  | Tid    |
| ---- | ---------------- | --------------------------- | ------------------------ | ------ |
| 2024 | First Of Mind    | Antonio Di Nardo            | Alessandro Gocciadoro    | 1.12.1 |
| 2023 | Expo Wise As     | Alessandro Gocciadoro       | Alessandro Gocciadoro    | 1.13.0 |
| 2022 | Dimitri Ferm     | Andrea Farolfi              | Mauro Baroncini          | 1.12,5 |
| 2021 | Charmant de Zack | Antonio di Nardo            | Marco Smorgon            | 1.13,7 |
| 2020 | Bleff Dipa       | Roberto Vecchione           | Holger Ehlert            | 1.13.5 |
| 2019 | Alrajah One      | Enrico Bellei               | Claus Hollmann           | 1.12.6 |
| 2018 | Zlatan           | Giampaolo Minnucci          | Alessandro Gocciadoro    | 1.12.2 |
| 2017 | Valchiria Op     | Roberto Andreghetti         | Alessandro Gocciadoro    | 1.14.8 |
| 2016 | Unicka           | Pietro Gubellini            | Erik Bondo               | 1.12.2 |
| 2015 | Testimonial Ok   | Enrico Bellei               | Holger Ehlert            | 1.12.8 |
| 2014 | Sugar Rey        | Giampaolo Minnucci          | Paolo Romanelli          | 1.13.4 |
| 2013 | Robert Bi        | Robin Bakker                | Paul Hagoort             | 1.12.7 |
| 2012 | Pascia' Lest     | Enrico Bellei               | Holger Ehlert            | 1.13.6 |
| 2011 | Olona Ok         | Vincenzo P. Dell’Annunziata | Vincenzo Tufano          | 1.13.8 |
| 2010 | Nadir Kronos     | Andrea Guzzinati            | Lutfi Kolgjini           | 1.14.3 |
| 2009 | Macho Gams       | Vincenzo P. Dell’Annunziata | Giorgio d'Alessandro S:r | 1.13.5 |
| 2008 | Lana Del Rio     | Santo Mollo                 | Santo Mollo              | 1.13.4 |
| 2007 | Infinitif        | Pietro Gubellini            | Maurizio Grosso          | 1.15.0 |
| 2006 | Glen Kronos      | Roberto Andreghetti         | Lutfi Kolgjini           | 1.13.0 |
| 2005 | Fairbank Gi      | Giuseppe Pietro Maisto      | Sergio Gallo             | 1.13.0 |
| 2004 | Echo' dei Veltri | Enrico Bellei               | Holger Ehlert            | 1.14.7 |
| 2003 | Daguet Rapide    | Pietro Gubellini            | Maurizio Grosso          | 1.15.2 |
| 2002 | Concord Jet      | Roberto Andreghetti         | Jerry Riordan            | 1.15.4 |
| 2001 | Bluam LB         | Pietro Gubellini            | Massimo di Muro          | 1.14.6 |
| 2000 | Avril            | Pietro Gubellini            | Roberto Andreghetti      | 1.14.9 |
| 1999 | Zambesi Bi       | Mauro Biasuzzi              | Jan Nordin               | 1.14.7 |
| 1998 | Varenne          | Giampaolo Minnucci          | Jori Turja               | 1.13.9 |
| 1997 | Uronometro       | Enrico Bellei               | Leif Berggren            | 1.15,8 |